# Pactolinus togoensis
Pactolinus togoensis är en skalbaggsart som först beskrevs av Heinrich Bickhardt 1918.  Pactolinus togoensis ingår i släktet Pactolinus och familjen stumpbaggar. Inga underarter finns listade i Catalogue of Life.